# Walter M Murphy Company
La Walter M Murphy Company è stata un'azienda statunitense produttrice di carrozzerie personalizzate per automobili.

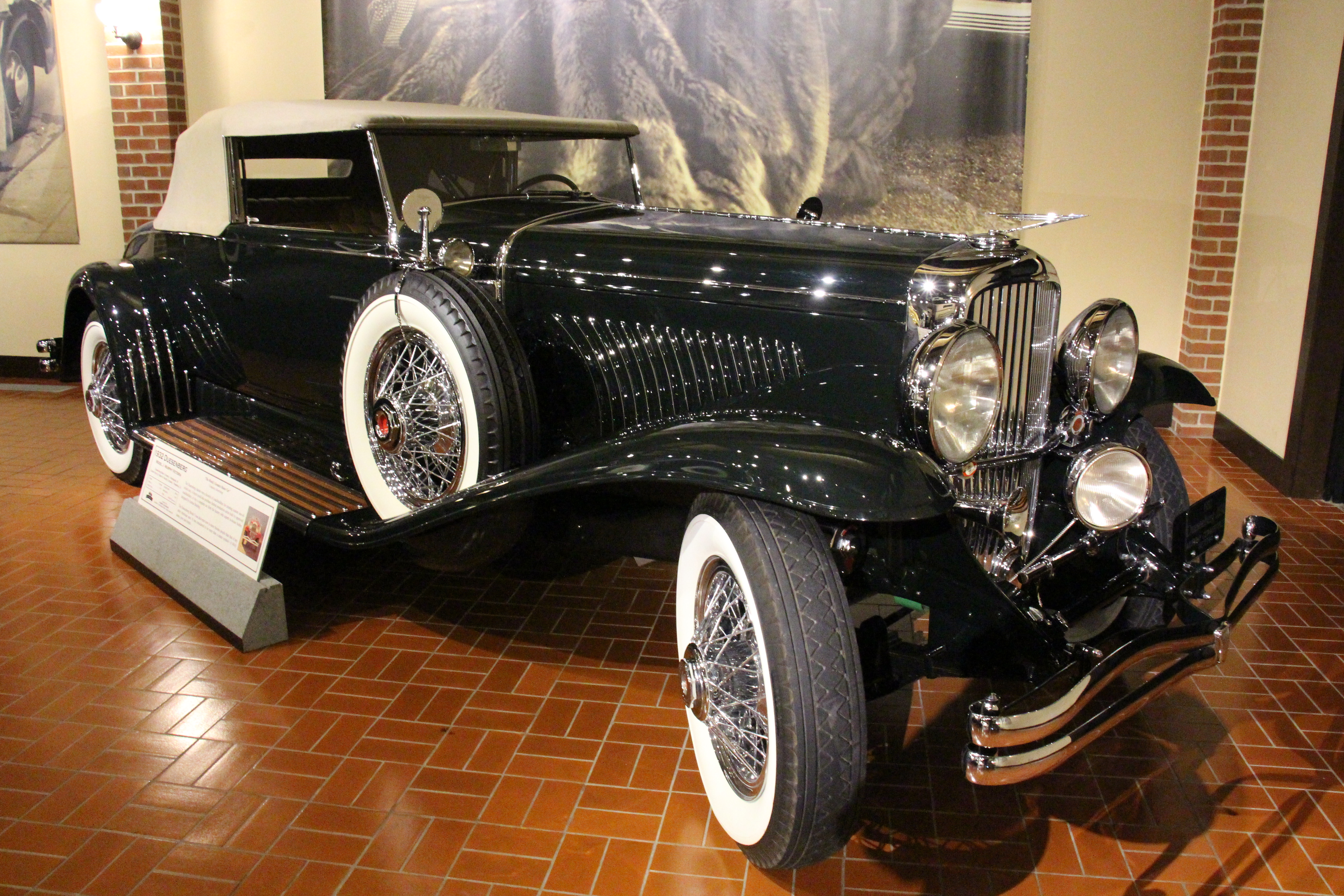
Una Duesenberg Modello J Roadster avente la carrozzeria prodotta da Walter m Murphy.

La società venne fondata nel 1920 a Pasadena, in California, rimanendo attiva fino al 1932, anno in cui, complice la grande depressione che dal 1929 causò una grave crisi economica negli Stati Uniti ebbe considerevoli ripercussioni sulla domanda dei modelli, ne costrinse la chiusura. In seguito molti dipendenti trovarono collocamento nella nuova società denominata Bohman & Schwartz che operava nella stessa città.